# Cristaat

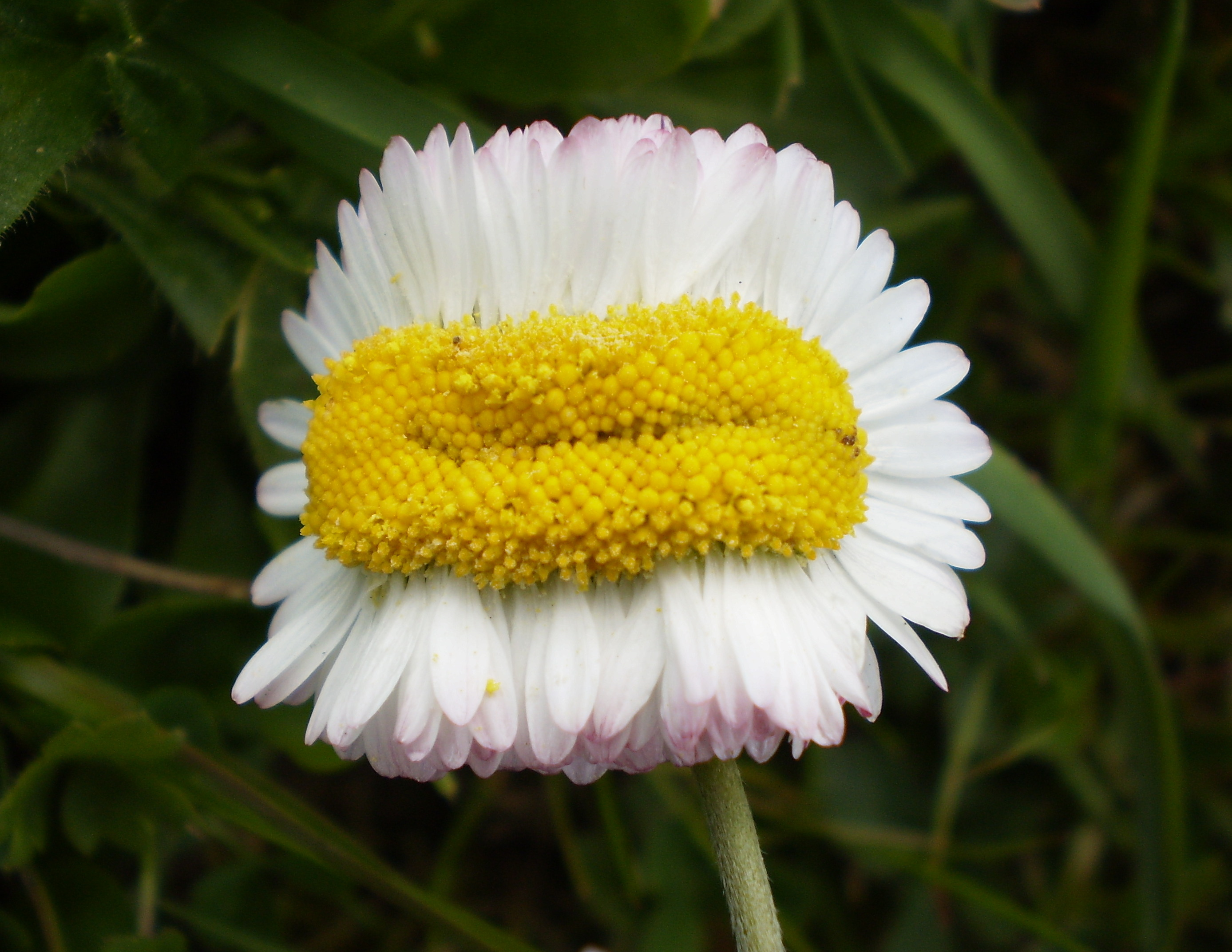
Cristaat bij een bloem van een composiet.

Van cristaatvorming, bandvorming of fasciatie is sprake wanneer het groeipunt van een plant zich verbreed heeft. Daardoor ontstaat een brede stengel of tak, die lijkt te bestaan uit meerdere met elkaar vergroeide delen. Het gevolg van cristaatvorming is een plant die op een onnatuurlijke manier groeit. In algemenere zin wordt dit een monstruositeit genoemd.
Het woord fasciatie komt uit het Latijn, van het woord fascis, dat 'bundel' betekent.
Er zijn verscheidene oorzaken van cristaatvorming, zoals chemische stoffen, maar er kan ook een erfelijke factor in het spel zijn. Ook wordt wel gedacht aan vorstschade, aan een zeer hoog stikstofgehalte of een tekort aan het chemische element boor. Mogelijk spelen virussen of mijten een rol. Ook een verstoring in de groeihormonen wordt als oorzaak genoemd.
Cristaatvorming komt niet alleen voor in stengels, maar ook bij bloemen, met name de paardenbloem. Maar het fenomeen kan ook optreden in een bladrozet of op grotere hoogte bij houtige gewassen, zoals bij een cultivar van de bandwilg, S. udensis 'Sekka.' Deze wordt gewaardeerd om zijn fasciatie en wordt om die reden als sierplant gekweekt. De brede takken worden in bloemstukken verwerkt.
Andere soorten waar fasciatie relatief vaak voorkomt zijn biggenkruid, forsythia, cannabis, vingerhoedskruid (de zogeheten pelorische topbloem aan het eind van de bloeistengel), primula en prunus.
Er zijn mensen die cristaten verzamelen; ze zijn onder anderen geliefd bij cactusliefhebbers.

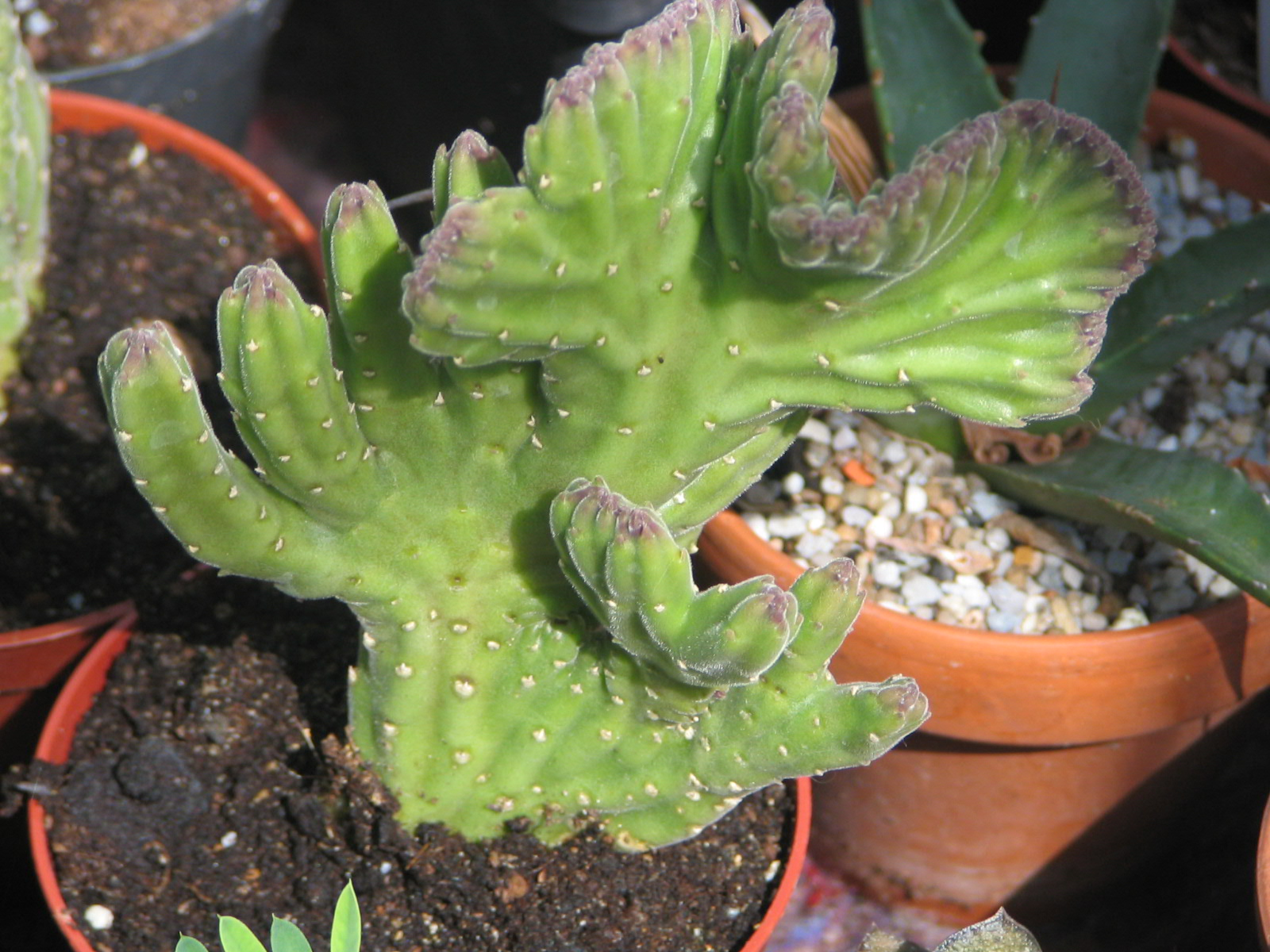
cristaat van een stapelia-soort
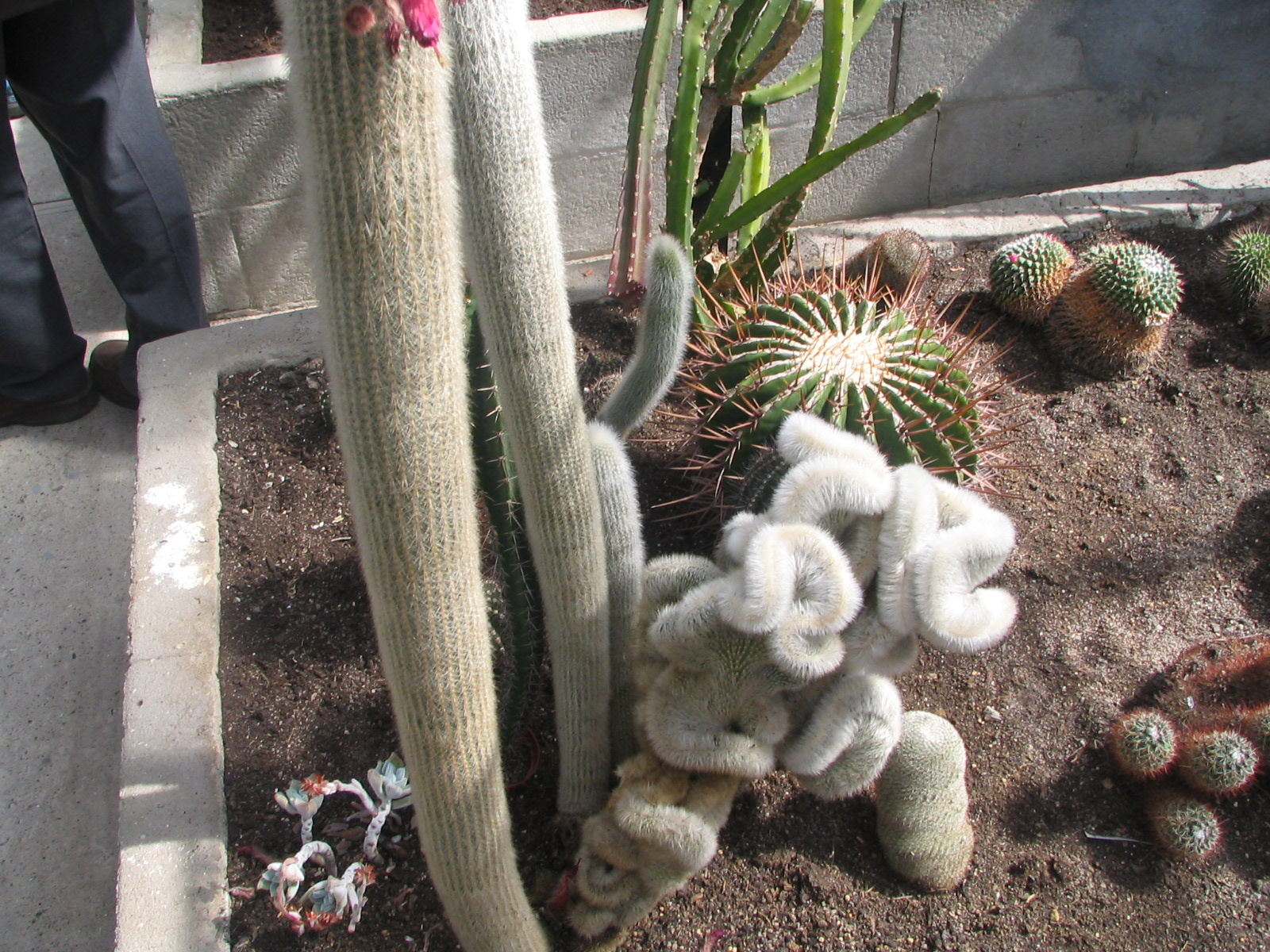
cristaat van een Cleistocactus-soort
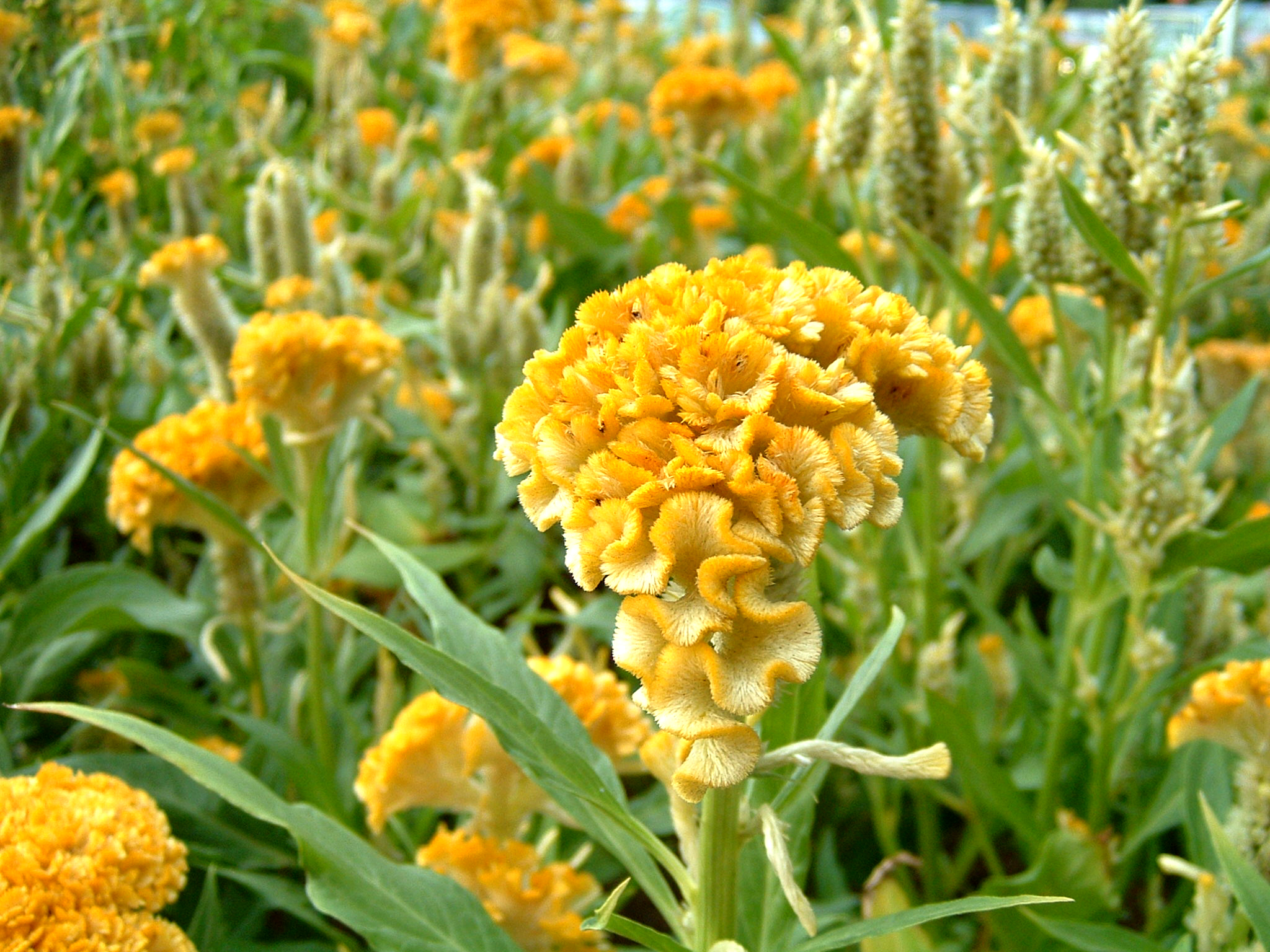
Celosia cristata
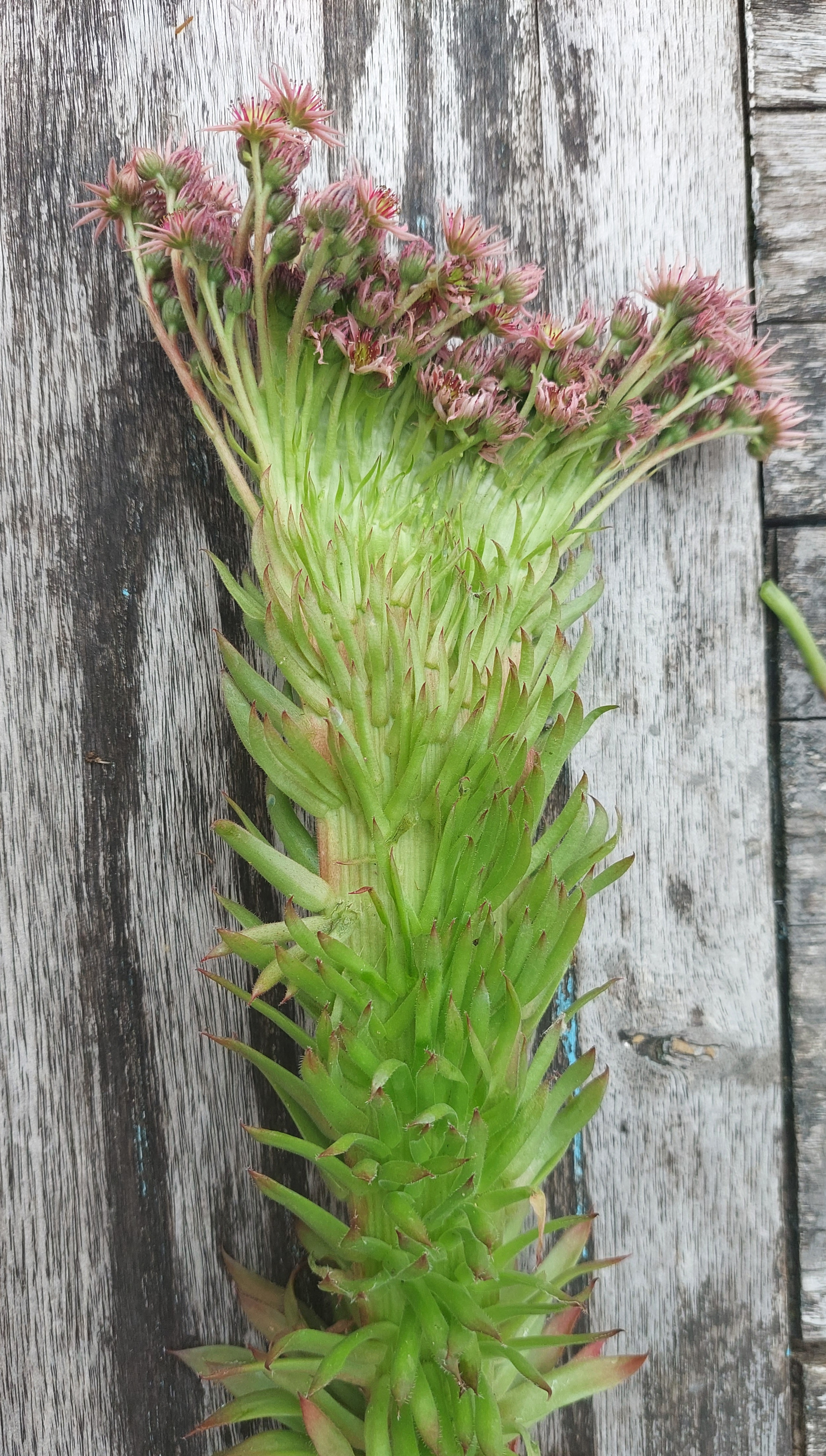
Bloemen van een Sempervivum-soort